# Айдар (имя)
Айда́р (каз. Айдар, баш. Айҙар, тат. Айдар, чув. Айтар, бур. Айдар) — мужское имя, распространенное у некоторых тюркских народов (татар, казахов, киргизов, ногайцев, башкир и др.), у бурят, а также среди украинцев.

## Этимология
Слово исконно тюркского происхождения, происходит от слова «Ай» (луна). В тюркских языках также имеется слово «айдар», означающее чуб на голове тюркского воина. В узбекском и некоторых других языках имя пишется через «Х» — «Хайдар».
- «Айда́рлы кеше/киши» — уважаемый, достойный, видный мужчина; не злоупотребляющий данной свыше властью.
- «Хайдар» — «лев» (с ногайского). Это слово здесь неуместно, так как в ногайском оно звучит скорее как Хайдахар, при том, что есть имя Хайдар, которое имеет тот же смысл, что и в каз и др тюркских языках Айдар. Стоит отметить, что звук Х не звучит так как в русском, оно звучит с преддыханием, почти как звук А.
- Лунный, с чертами месяца. «Ай» (с тюркского) — луна.
- Айдар — на казахском языке — чуб.
- В Поволжье слово «айдар» (казач. ардар) означало «круглая казачья стрижка». Возможно, такое прозвище получал и человек, подстриженный «айдаром». Это слово проникло в русский язык вместе с другими тюркскими словами: караул, есаул, шаровары, коржун и др.

Например, так называлась круглая казачья стрижка, под верховку, под чуб (Айдар (чуб)), кругло обрубом, под верховку, а не в скобку (Даль). Которая представляет собой чуб, заплетенный в косичку при выбритой наголо голове.
Также существует похожее имя Аждар.
В бурятском языке имя Айдар имеет следующее значение: милый, лукавый, плутоватый.

## Носители
- Айдар — царь Волжской Болгарии раннего периода (конец VIII в. — 865)[5][6]
- Айдар (XV век) — ордынский князь, зять хана Улу-Мухаммеда.
- Айдар (XV век) — крымский хан в 1475, сын крымского хана Ази-Гирея.